# 馬菲·希夫
馬菲·菲臘·“馬特”·希夫（英語：Matthew Philip "Matt" Heath，1981年11月1日—），英格蘭足球員，司職後衛，出身莱斯特城青訓系統，現效力英格蘭北議會聯賽球會哈罗盖特。

## 生平
希夫於李斯特城開始其足球生涯，為球隊上陣60次並射入6球。2003-04年球季，他被外借至史托港，至2004/05年球季加盟高雲地利。
2006年11月9日，希夫被外借至列斯聯。他首場賽事是2006年11月11日對高車士打的賽事。在他被外借期間，他幾乎場場正選上陣和當時的列斯聯後衛烏戈·埃希奧古和馬菲·基加隆一同鎮守後防，2007年1月1日借用期完畢，他於是重返高雲地利，但隨後轉會至列斯聯。
在列斯聯降落英甲後，希夫仍是列斯聯後防正選，但後來加利·麥亞里士打接任領隊後，他失去正選位置，在2008年3月10日，他被外借至高車士打爭取上陣機會，在2008年5月13日，希夫正式轉投高車士打。
自保罗·兰伯特於2008年10月上場後，希夫開始備受冷落，先於2009年3月3日被外借到1個月，再於2009/10年球季展開前外借到鬧後衛荒的埃塞克斯郡對手修安聯1個月。
2010/11年球季希夫分別於對陣及一腳一頭取得入球，2011年5月4日希夫獲高車士打續約1年。

## 外部連結
- Matt Heath player profile
- Matt Heath player profile
- 足球数据库：希夫的球员统计数据